# Terrassa (jardí)

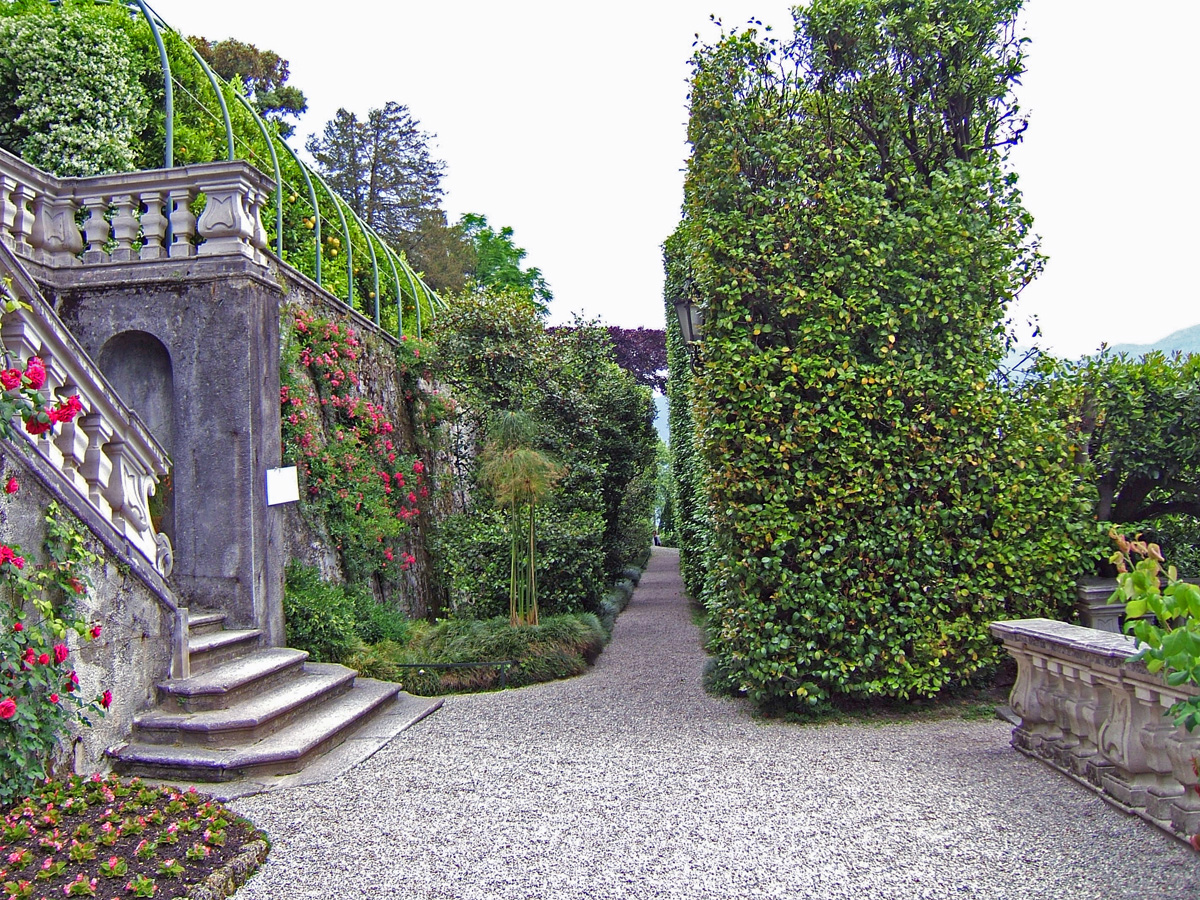
Terrassa

Una terrassa, és una forma del relleu (natural o artificial) que dona als jardins un aspecte específic i esglaonat. És un element on una secció plana elevada, pavimentada o gravada, que dona un relleu o perspectiva. Una terrassa elevada manté una casa seca i proporciona una transició entre el paisatge dur i el paisatge suau.

## Tipus
Hi ha jardins d'una sola terrassa (plans) o un conjunt de terrasses (jardins terrassa). La terrassa principal esta sempre al costat de la casa. Els plans horitzontals sovint estan envoltats per una balustrada i reforçats amb un mur de contenció aixecat al costat del talús. El reforç serveix per a protegir la superfície de la terrassa d'una esllavissada. Es van incorporar escales que connecten nivells individuals als murs de contenció .

## Història
Els jardins adossats eren coneguts a l'antiguitat (Babilònia, països musulmans, Amèrica del Sud), en temps moderns, més populars durant els períodes renaixentistes i barrocs a Itàlia.
Atès que un lloc pla es considera generalment un requisit per a la comoditat i el repòs, la terrassa com a plataforma d'observació elevada va aparèixer primitivament en l'antiga tradició de jardineria persa, on l'hort tancat, o paradís, s'havia de veure des d'una tenda cerimonial. Una terrassa d'aquest tipus va tenir els seus orígens en la pràctica agrícola molt més antiga de terrassa en un lloc inclinat: vegeu Terrassa (agricultura). Els jardins penjants de Babilònia devien ser construïts sobre una muntanya artificial amb terrasses esglaonades, com les d'un zigurat.